# Yanuncay (parroquia de Cuenca)
Yanuncay es una de las parroquias urbanas de la ciudad de Cuenca en Ecuador, en total, Cuenca está constituida por 15 parroquias urbanas y 22 parroquias rurales. Esta parroquia se abarca zonas muy conocidas tales como el Mirador del Arenal Alto, La Dolorosa, La Victoria, Santa Marianita del Arenal y Las Playas. El río Yanuncay lo divide del resto de Cuenca. Las avenidas Don Bosco y Loja son sus ejes comerciales.
Una de las principales ciudades del Ecuador es Cuenca, oficialmente conocida como Santa Ana de los cuatro Ríos de Cuenca, siendo esta la capital de la provincia del Azuay ubicada en el sur del país. Es el cantón más grande de la provincia en términos de población y urbe, fue catalogada por la UNESCO como Patrimonio Cultural de la Humanidad en 1999. Esta ciudad es un atractivo turístico muy llamativo por los 4 ríos que la cruzan: Río Yanuncay, Río Tarqui, Río Tomebamba y Río Machángara y locación de ésta parroquia.

## Historia
El nombre de la parroquia, es debido al Río Yanuncay. que atraviesa a la misma. El nombre Yanuncay proviene de una curiosa combinación de lenguas indígenas quechua y cañarí, y significa Yanun: Preparar alimento; y Cay: Fuente de agua. El río al ser el segundo más grande de la ciudad acoge el nombre de su parroquia homónima, la segunda más extensa del cantón.

## Geografía

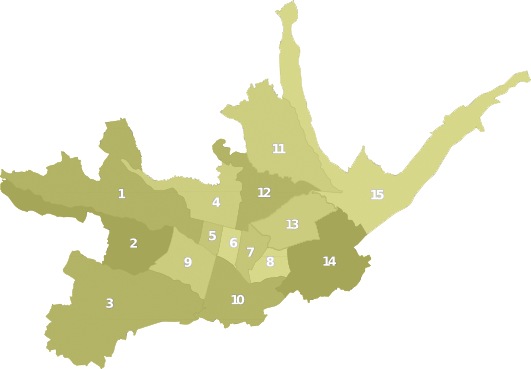
Parroquia Yanuncay #3 (Sudoeste de Cuenca)

Yanuncay está ubicada al sudoeste de Cuenca, es la parroquia más grande y densa  al tener el 16% de toda la población del cantón contando con alrededor de 100.000 habitantes (Cuenca: 603.269 habitantes)

## Hidrografía
El Río Yanuncay, el segundo en importancia, nace al sur del Parque Nacional Cajas, en los páramos de Angas a una altitud aproximada de 4000 m s. n. m. Alrededor de sus orillas es común la práctica de deportes.
El río desemboca en el río Tomebamba, el cual luego de unirse con el río Machángara se convierte en el río Cuenca, afluente del río Paute. El agua del Yanuncay luego de pasar por otros ríos llega hasta el río Amazonas y luego al océano Atlántico. El principal afluente del Yanuncay, es el río Tarqui.

## Áreas Verdes

### Biocorredor de Yanuncay
Dentro del sistema hidrográfico que forma parte de la cuenca del río Paute, se ubica la micro cuenca del río Yanuncay, el cual nace al occidente de la ciudad de Cuenca en los páramos de Angas, a una altitud de 4.000 m s. n. m.
Entre las especies de flora más representativas de estas zonas, están árboles como el sacha capulí, aliso, gynoxis, pumamaqui, ciprés de cerro, sarar, guzmán, polylepis, y plantas herbáceas, boragináceas, bromelias y orquídeas. En cuanto a la fauna, es posible encontrar aquíaves como cóndores, águilas pechinegras, gorriones, colibríes, mirlos; mamíferos como tigrillos, dantas, venados, puercoespines, conejos, ratones, zorros, zarigüeyas, además de gran variedad de anfibios y reptiles.
El proyecto “Biocorredor Turístico del Yanuncay” surgió en el año 2000 como una iniciativa para el desarrollo social y económico de los habitantes de la zona a través del manejo y la gestión de los recursos, entre ellos los turísticos. La ruta propuesta en el presente folleto, consiste en un corredor de aproximadamente 30 kilómetros que comienza en el sector de Campana Huaico (ubicado a 1 km al oeste del centro parroquial de San Joaquín) y concluye en la comunidad de Soldados. En el mismo, además de los atractivos naturales anteriormente nombrados, el visitante puede encontrar elementos de tipo cultural y humano de gran interés, como son las comunidades campesinas de San José, Balcón del Azuay, La Inmaculada, Chuchuguzo, Sústag y Soldados, en donde existe la posibilidad de degustar deliciosos platos típicos y observar actividades como el tejido de duda y el cultivo de huertos. Además, a lo largo de la vía, numerosos puentes de madera que confieren un encanto muy especial al paisaje.

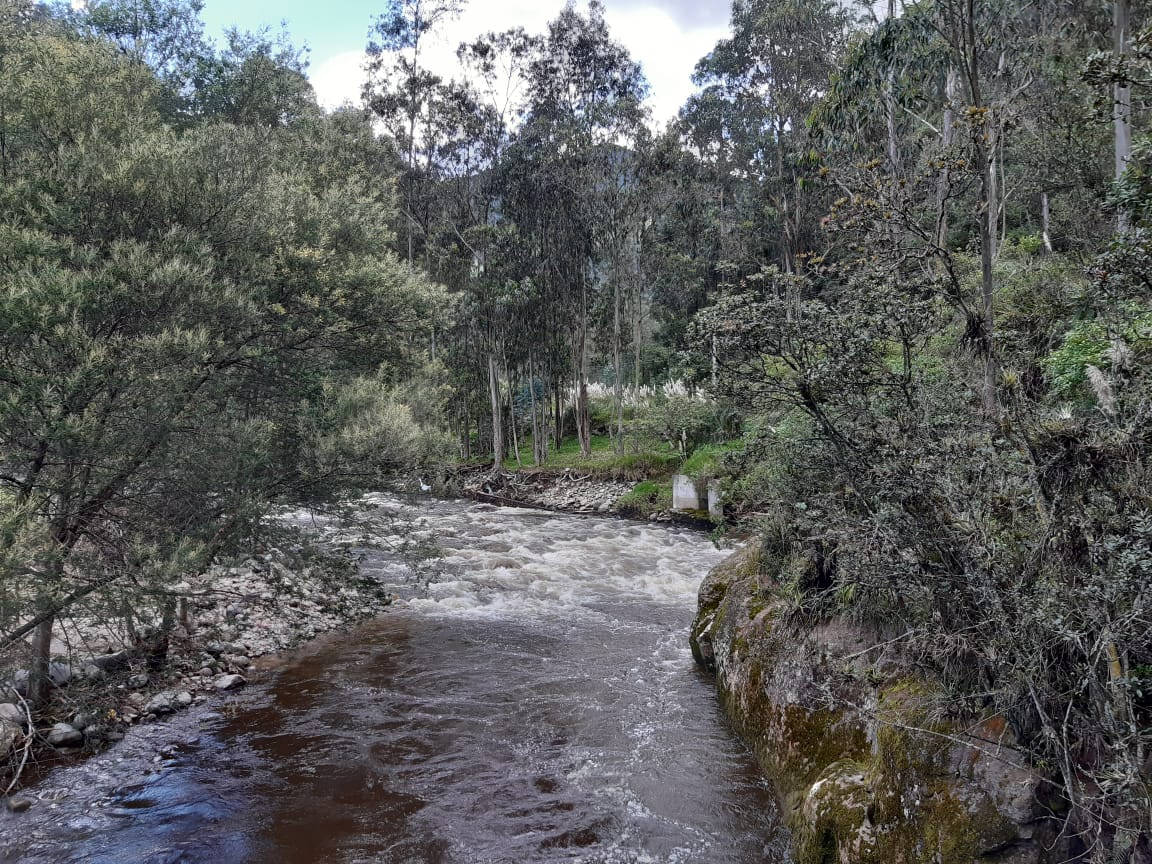
Biocorredor del Yanuncay

El Biocorredor del Yanuncay ofrece alternativas para disfrutarademás de actividades deportivas y de aventura como ciclismo, senderismo, cabalgatas y pesca deportiva.

### Parque Lineal
El parque lineal se extiende desde la Av. Primero de Mayo, en sus orígenes en la intersección de la Av. 24 de Mayo, Av. Fray Vicente Solano y Av. Don Bosco, hasta los límites con la Av. de las Américas. En este parque se puede encontrar todo tipo de atractivos y actividades al aire libre entre las que están: juegos mecánicos de ejercicio, canchas de fútbol y baloncesto, amplias áreas verdes para cualquier uso (picnics), senderos para realizar deportes, etc.

### Parque Iberia
El parque Iberia es uno de los más representativos de la parroquia urbana, se encuentra en la avenida Don Bosco y es un amplio espacio verde de recreación para las personas que lo visitan.

### Pozas de Anfibios
Son una iniciativa del GAD municipal que tiene como objetivo proteger a las especies de anfibios nativos de Cuenca que se ven afectados y amenazados por la contaminación de los ríos y orillas, así como la deforestación y destrucción de las mismas. Estas pozas brindan seguridad y protección a varias especies como la rana punta de flecha. Están ubicadas a la altura de Quinta Lucrecia en la Av. 1.º de Mayo 5-39 y 12 de Octubre.

## Economía

### Quinta Lucrecia
Catering & Alquileres Quinta Lucrecia es una empresa del sector Alquiler Eventos y Banquetes con oficinas en la ciudad de Cuenca. Es un lugar característico de la parroquia Yanuncay que ha recibido eventos de todo tipo: bautizos, matrimonios, graduaciones, cumpleaños, eventos empresariales, etc.

### Av. Don Bosco
Es una de las zonas más comerciales de la parroquia, en toda su extensión es una avenida muy activa, llena de locales comerciales, restaurantes y decenas de puestos de comida típica que tienen una muy buena acogida de parte de locales y extranjeros que se deleitan con platos como: cuy, sacocho, tostado, llapingachos, etc.

### Av. Loja
Esta avenida es otra de las más comerciales de la zona, cuenta con varios locales de todo tipo que van desde deportes, restaurantes y ropa hasta una funeraria. Esta avenida es una de las principales arterias ya que conecta el sur con el norte, es decir, la parroquia de Yanuncay con el Centro Histórico.

### Diario El Tiempo
El Tiempo es un periódico público cuencano fundado el 12 de abril de 1955 por Humberto Toral León. Se edita en la ciudad de Cuenca. Desde el 10 de enero de 2005 es matutino. Es miembro de la Sociedad Interamericana de Prensa (SIP) y de la Asociación Internacional de Marketing de Medios (INMA)

### Indurama
Es una empresa ecuatoriana nacida en 1972, se encarga de la producción de electrodomésticos y línea blanca. Está compuesta por emprendedores cuencanos que buscan desarrollar el sector industriar y aumentar competitividad.

### Hilansur
La industria textil Hilansur está localizada en el sector Sur de la ciudad de Cuenca en la parroquia Yanuncay. Es una empresa nueva creada el 2 de diciembre de 1987 forma parte del grupo empresarial Gerardo Ortiz y se constituyó con el objetivo fundamental de fabricar hilo para la confección de telas de las que se obtienen diferentes productos como sabanas, edredones, colchones manteles, etc. a un costo por debajo de la competencia.

## Clima

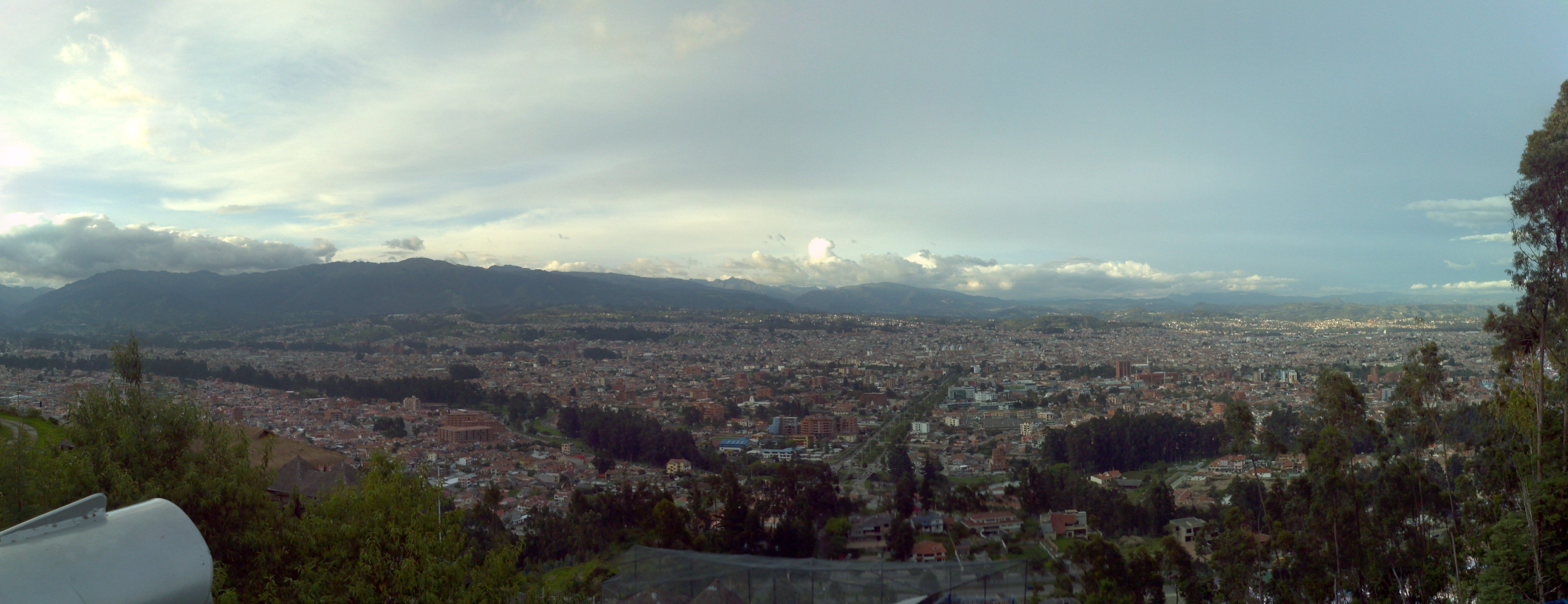
Mirador Turi- clima templado

Yanuncay al encontrarse situado en la cordillera occidental  su clima tiende a variar constantemente, sin embargo siempre suele mantener una temperatura fría, generalmente la temperatura de la zona oscila entre los 14° centígrados y los 22° centígrados. Usualmente la temporada de entre los meses de mayo a septiembre es la más fría en toda la ciudad, y la temporada de diciembre a mayo suele ser la más cálida.
Cuenca goza de un clima privilegiado por ubicarse dentro de un extenso valle en medio de la columna andina con una temperatura variable entre 7 a 15 °C en invierno y 12 a 25 °C en verano pudiendo decir que goza de un clima primaveral todo el año.

## Unidades Educativas

### Campus Facultad de Artes Universidad de Cuenca
La Universidad de Cuenca, la segunda universidad más antigua del Ecuador republicano (fundada en 1867) y una de las universidades públicas contemporáneas más importantes del país. La nueva Facultad de Artes nace como una respuesta universitaria a la condición patrimonial que conquistó Cuenca desde 1999, por decisión de la UNESCO y gestión de su gobierno municipal. Una facultad diferente, renovada, interdisciplinaria, con identidad y vínculos con la comunidad y el mundo; un lugar para desarrollar la creatividad juvenil en artes plásticas, la música, el teatro, la danza, y el diseño.

### Centros Educativos
- Centro de Educación Inicial Particular Creciendo
- Escuela de Educación Básica Ignacio Escandón
- Unidad Educativa Fiscomisional Técnico Salesiano
- Centro de Educación Inicial Particular La Cometa
- Escuela de Educación Básica Ciudad de Cuenca
- Unidad Educativa Particular Porvenir
- Escuela de Educación Básica Nicolás Sojos
- Unidad Educativa Fray Vicente Solano
- Centro de Educación Inicial ABC
- Unidad Educativa Particular Yanuncay
- Unidad Educativa Particular Príncipe de Paz
- Centro de Educación Inicial Particular El Principito
- Unidad Educativa Particular  Los Andes
- entre otros